# Philippine
Philippine is een stad in de gemeente Terneuzen. Het is gelegen in Zeeuws-Vlaanderen, in de Nederlandse provincie Zeeland. Het kende 2.055 inwoners in 2023. De stad staat bekend als mosselstad, een traditie die het overhoudt aan zijn vroegere haven die in verbinding stond met de Westerschelde.

## Geschiedenis
In het jaar 1505 verwierf Jeronimus Laureijn, Heer van Watervliet, het octrooi om zijn zesde polder in te dijken. Hij noemde die polder Sainct Philippine, naar Philips de Schone. Tevens kreeg hij toestemming tot het stichten van een zogenaamde "gesloten stad", die ook de naam Philippine kreeg, maar weliswaar afhankelijk was van het ook door Jeronimus gestichte Watervliet. Hij had plannen om hier een grootse havenstad te bouwen voor het Graafschap Vlaanderen, die zou kunnen concurreren met die van het Brabantse Antwerpen. Zijn vroegtijdige overlijden, de Tachtigjarige Oorlog en de grotere diepgang die nodig was wegens de ontdekking van Amerika zorgden ervoor dat Philippine dit nooit werd.
In 1583 bouwde de hertog van Parma in Philippine een versterking die Noord-Vlaanderen moest beschermen tegen de Watergeuzen. In 1599 werd een haven aangelegd, waardoor Philippine zich tot een vissersplaats kon ontwikkelen. Ten noorden van Philippine werd in 1588 het tegen Philippine gerichte Mauritsfort gebouwd door de Staatsen. Vanaf 1633 echter, tijdens de Tachtigjarige Oorlog, viel Philippine toch wisselend in handen van de Noordelijke Nederlanden en ging dienstdoen als uitvalsbasis voor diverse operaties tegen de Spaanse overheersers in Vlaanderen. De vesting werd uitgebouwd met een kasteel, vier bastions, twee ravelijnen en een water- of havenpoort. De havenpoort kwam uit op de Braakman, die in open verbinding stond met de Schelde en de Noordzee.

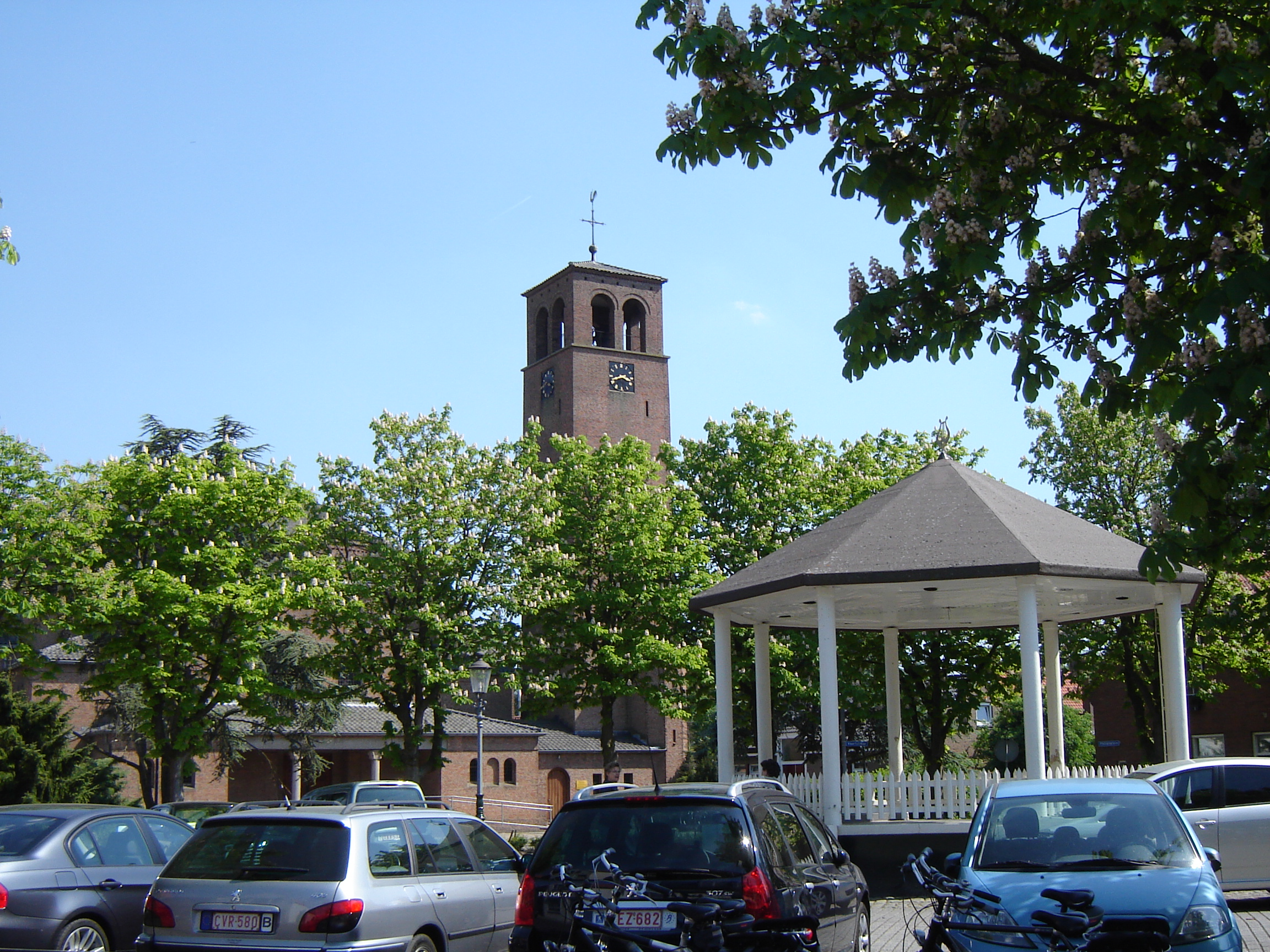
Philipsplein met kerk en kiosk

In 1816 werd de vesting opgeheven. In de negentiende eeuw ontwikkelde Philippine zich tot een bloeiende plaats van vissers en mosselkwekers. De Braakman verzandde echter meer en meer, zodat omstreeks 1900 de Mosselpolder en de Kanaalpolder konden worden aangelegd, waardoor de open verbinding met de Braakman dreigde te worden verbroken, maar de aanleg van het Philippinekanaal garandeerde de verbinding met open water waardoor de visserij kon blijven bestaan. Ook de vissers vanuit Boekhoute voeren uit vanuit Philippine, dat vooral na 1939 een belangrijk centrum werd voor de mosselvangst en -handel. 
Op 21 september 1944 werden de dorpen Boekhoute en Philippine bevrijd van de Duitse bezetting. Op 22 september sneuvelden twee Canadese strijders tijdens gevechten in Philippine-polder. Hartly Murdoc Anderson en Hardel Lewis Patterson. Zij vonden een tijdelijk graf in de berm van de Posthoorn net over de grens. Later werden ze herbegraven in de militaire begraafplaats Adegem Canadian War Cemetery te Adegem, Daar hebben ze voor altijd hun laatste rustplaats naast elkaar gevonden.
Na de Tweede Wereldoorlog verloor Philippine zijn belangrijke positie meer en meer aan het groeiende Terneuzen, dat direct aan de Westerschelde lag. De afdamming van de Braakman in 1952 betekende het einde van de mosselcultuur. Tijdens de Watersnood van 1953 behoedde deze afsluitdam echter ook het achterland van Zeeuws-Vlaanderen voor een overstroming.
Philippine werd een stadje voor forenzen; de meeste vestingwerken zijn gesloopt om plaats te maken voor nieuwe woonwijken. De dijk langs de Posthoornweg werd vrijwel geheel afgegraven. De grond van de wallen en de dijk werd gebruikt om een stuk polder ten noorden van de oude dorpskern op te hogen, zodat daar de woningen droog kunnen blijven.
Een deel van de westelijke muur is in 2023 in een achtertuin teruggevonden.. Langs de dijk aan de oostkant van het dorp, is er nog een stuk muur te bezichtigen. In die muur  is er ook nog een sluis aanwezig, die ooit gebruikt werd om het waterpijl in de polder te regelen.
Wat bleef is de faam van de mosselrestaurants. In het mosselseizoen (augustus-april) komen bussen met toeristen naar Philippine om een mosselmaaltijd te genieten in een van de zeven mosselrestaurants. En de parkeerplaatsen tegenover het mossel-monument staan dan vol met auto's, de meeste met een Belgisch nummerbord.
Naast de sloop van alle wallen rond het dorp, werden vele kreken en grachten rond het dorp volgedumpt met afval. Met heel veel chemisch afval afkomstig van de uitgebreide chemische industrie in het Zeeuws-Vlaamse: Dow Chemicals, Hydro Agri, Broomchemie, Zuid Chemie in Sas van Gent en nog veel meer... Korte tijd was er een pallet-fabriek op de rand van het dorp, vlak bij de begraafplaats. Die fabriek ging failliet, omdat de plaatselijke Rabobank de hypotheek introk, die was gegeven op de grond. Die grond was sterk vervuild en dus niets waard. Later waren er plannen om op dit terrein woningen te gaan bouwen, maar ook dat bleek onmogelijk. Langs de weg van Philippine en Hoek ligt er een grote vuilstortplaats. Die is nu wel afgedekt en wordt continu gemonitord. De gevaren van deze vervuiling worden laag ingeschat, door alle klei rondom zou het gif zich niet veel kunnen verspreiden. De padden-populatie, die hier vroeger was, is geheel uitgestorven. Maar dat geldt voor bijna heel Zeeuws-Vlaanderen.
Dit alles is op veel meer plaatsen in Zeeuws-Vlaanderen het geval. Tijdens het verbreden van het Kanaal Gent-Terneuzen, werden veel kreken in het gebied volgestort met de weggegraven grond uit het kanaal. Maar die grond was vaak van bedenkelijke kwaliteit voor het boerenbedrijf.
Tot 1 april 1970 was Philippine een zelfstandige gemeente. Daarna ging het dorp op in de gemeente Sas van Gent. Sinds 1 januari 2003 is Philippine onderdeel van de gemeente Terneuzen.

## Bezienswaardigheden
- Het voormalig stadhuis uit 1869 (Stadhuisplein 1), een rijksmonument
- De grenspaal uit 1770 op het Philipsplein
- De Onze-Lieve-Vrouw-Hemelvaartkerk uit 1954
- De voormalige katholieke kerk, van 1862, aan de Gentsebreestraat 1
- De Hervormde kerk, van 1900
- Mosselmonument

## Natuur en landschap
Philippine ligt in het zeekleipoldergebied op een hoogte van ongeveer 1,5 meter. In de omgeving vindt men landbouw en tuinbouw. Vroeger aan de Braakman gelegen, later via het Philippinekanaal daarmee verbonden. Verder naar het westen ligt het Isabellakanaal. Vanaf 1952 is de Braakman ingepolderd, waarbij de Braakmanpolder is ontstaan. Beide genoemde kanalen komen nu samen in de Braakmankreek.
In het nabijgelegen Belgische gebied liggen meer kreken, wielen en kanalen zoals de Zwartsluisbeek, welke naar het westen overgaat in het Leopoldkanaal.
De kreken in het Nederlandse deel zijn voor een groot deel volgestort, toen het Kanaal Gent-Terneuzen verbreed moest worden, met de grond die daarbij vrij kwam.
Philippine was ooit een vesting geheel met wallen en grachten omgeven. Deze wallen zijn vrijwel geheel afgebroken, de grachten zijn lange tijd als vuilnisbelt gebruikt en geheel volgestort met puin en chemisch afval. Later is het weer met klei afgedekt. Dat heeft ook grote gevolgen gehad voor de pallet-fabriek Spamix aan de oostkant van de plaats. Dit bedrijf ging failliet, nadat de Rabobank de hypotheek op de grond terugvorderde, omdat die grond niets waard zou zijn. Latere plannen om daar woningen te gaan bouwen werden om dezelfde reden afgeblazen.

## Geboren in Philippine
- Adri van Male (7 oktober 1910-1990), voetballer
- Ron Barbé (18 maart 1941-2018), politicus
- Jarno Mobach (17 augustus 1998), wielrenner

## Nabijgelegen kernen
Hoek, Biervliet, Sluiskil, Sas van Gent, IJzendijke, Watervliet, Boekhoute